# سازگار با آی‌بی‌ام
سازگار با آی‌بی‌ام (به انگلیسی: IBM compatible) عبارتی است که به رایانه‌هایی گفته می‌شود که برپایهٔ سازگاری با ساختار معماری آی‌بی‌ام ساخته شده اند.

## سازگار با آی‌بی‌ام به وینتل تبدیل گردید
در دههٔ ١٩٩٠ نفوذ آی‌بی‌ام بر ساختار معماری رایانه‌های شخصی کاهش چشم‌گیری داشت. این امر باعث گردید تا نام آی‌بی‌ام از یک غول قانون‌گذار به یک نشان تجاری افت نماید. به‌جای ادامهٔ تمرکز بر سازگاری رایانه‌ها با ساختار معماری آی‌بی‌ام، تأمین‌کنندگان سخت‌افزار ترجیح دادند تا محصولات خود را با ویندوز مایکروسافت که در حال تکامل و پیشرفت بود سازگار نمایند.
بنابراین مایکروسافت و اینتل که در حال توسعه و پیش‌رفت بودند، در بازار رایانه بسیار مهم شدند و کلمهٔ مرکب «وینتل» از الحاق کلمات ویندوز و اینتل که نشان از دو شرکت مهم سخت‌افزاری و نرم‌افزاری بود جایگزین کلمهٔ «سازگار با آی‌بی‌ام» گردید.